# أمراض متعددة
الأمراض المتعددة والمعروفة أيضًا بالحالات المتعددة طويلة الأمد (MLTC)، تعني العيش مع مرضين مزمنين أو أكثر. على سبيل المثال، يمكن أن يكون الشخص مصابًا بمرض السكري وأمراض القلب والاكتئاب في الوقت نفسه. يمكن أن يكون للأمراض المتعددة تأثير كبير على صحة الناس ورفاهيتهم. كما أنها تشكل تحديًا معقدًا لأنظمة الرعاية الصحية التي تركز تقليديًا على الأمراض الفردية. تعد الحالات المتعددة طويلة الأمد أكثر شيوعًا لدى كبار السن وتؤثر على أكثر من نصف من هم فوق 65 عامًا ومع ذلك، يمكن أيضًا العثور عليها لدى الشباب.

## تعريفات
إن التعريف الواسع للأمراض المتعددة، المتوافق مع ما يستخدمه معظم الباحثين ومنظمة الصحة العالمية وأكاديمية العلوم الطبية في المملكة المتحدة هو "التعايش بين حالتين مزمنتين أو أكثر". يمكن أن تكون هذه الأمراض الجسدية غير المعدية، والأمراض المعدية والصحة العقلية في أي مجموعات ممكنة وقد تتفاعل أو لا تتفاعل مع بعضها البعض. عندما يكون للظروف المشتركة أصول أو علاجات متشابهة، فإن المصطلحات المستخدمة هي أمراض متعددة متطابقة، بينما تستخدم الأمراض المتعددة المتضاربة للإشارة إلى الحالات التي تبدو غير مرتبطة ببعضها البعض.عادةً ما تختلف تعريفات الأمراض المتعددة في الحد الأدنى لعدد الحالات المتزامنة التي تتطلبها (غالبًا ما يكون هذا حالتين أو أكثر) وفي أنواع الحالات التي يأخذونها في الاعتبار. على سبيل المثال، يُدرج المعهد الوطني البريطاني للتميز في الرعاية الصحية (NICE) إساءة استخدام الكحول والمواد في قائمة الحالات التي يُنظر إليها على أنها تشكل أمراضًا متعددة.

### التسمية
المصطلح الأكثر استخدامًا لوصف هذا المفهوم هو الأمراض المتعددة. ومع ذلك، تُظهر الأدبيات العلمية مجموعة متنوعة من المصطلحات المستخدمة بالمعنى نفسه، علم الأمراض المتعددة، وتشمل
.

## الأسباب

### عوامل الخطر
تؤثر مجموعة من العوامل البيولوجية والنفسية والسلوكية والاجتماعية والاقتصادية والبيئية على احتمالية الإصابة بأمراض متعددة. إن كيفية تفاعل عوامل الخطر هذه لإحداث العديد من الحالات طويلة الأمد معقدة ولا تزال غير مفهومة تمامًا.
تشمل عوامل نمط الحياة التي قد تزيد من خطر الإصابة بالعديد من الحالات طويلة الأمد السمنة وسوء التغذية وسوء النوم والتدخين وتلوث الهواء والكحول. وتشمل عوامل أنماط الحياة التي قد تقلل من مخاطر الحالات المتعددة طويلة الأمد اتباع نظام غذائي صحي والنشاط البدني وشبكات اجتماعية قوية.  يبدو أن الوضع الاجتماعي والاقتصادي المنخفض، الذي يُقاس بمزيج من مؤشرات التعليم والمهنة ومحو الأمية، يزيد من خطر الإصابة بأمراض متعددة. على سبيل المثال، استنادًا إلى دراسة وايتهول 2، يبدو أن الأشخاص الذين يشغلون مناصب وظيفية منخفضة لديهم مخاطر أعلى بنسبة 66٪ لتطوير العديد من الظروف طويلة الأجل مقارنة بالأشخاص الذين يشغلون مناصب أعلى. ومع ذلك، لا يبدو أن الوضع الاجتماعي والاقتصادي يؤثر على خطر الوفاة بعد ظهور العديد من الحالات طويلة الأجل. أظهرت دراسة أخرى زيادة بنسبة 50٪ تقريبًا في احتمالات الإصابة بالأمراض المتعددة لدى من هم أقل ثراء مقارنة بأولئك الأكثر ثراءً. لذلك، فإن الحد من التفاوتات الاجتماعية والاقتصادية من خلال تحسين ظروف العمل والمعيشة والتعليم للجميع أمر مهم للحد من عبء الظروف المتعددة طويلة الأجل على صحة السكان.

#### التشخيص والتأثير
ترتبط الإصابة بالأمراض المتعددة بانخفاض نوعية الحياة وزيادة خطر الوفاة. خطر الموت مرتبط بأسلوب إيجابي مع الأفراد الذين يعانون من عدد أكبر من الحالات المزمنة ويرتبط بطريقة عكسية بالوضع الاجتماعي والاقتصادي. قد يكون لدى الأشخاص الذين يعانون من حالات متعددة طويلة الأمد زيادة في مخاطر الوفاة بمقدار أربعة أضعاف مقارنة بالأشخاص الذين لا يعانون من حالات متعددة على المدى الطويل بغض النظر عن حالتهم الاجتماعية والاقتصادية. في بعض الحالات، ترتبط مجموعات محددة من الأمراض بارتفاع معدل الوفيات. على سبيل المثال، الأشخاص الذين يعانون من حالات طويلة الأمد تؤثر على القلب والرئة والجهاز البولي لديهم تأثيرات قوية على معدل الوفيات. هناك العديد من المشكلات الإضافية المرتبطة بالعيش مع ظروف متعددة طويلة الأجل. وجدت دراسة واحدة من الولايات المتحدة أن وجود أكثر من 3 حالات زادت بطريقة كبيرة من فرصة انخفاض جودة الحياة والأداء البدني. دعا الباحثون إلى العلاج الشامل للأمراض المتعددة بسبب تعقيدات العديد من الحالات طويلة الأمد.  نظرًا لارتفاع معدل انتشار الأمراض المتعددة (55-98٪) اقترح مفهوم جديد "للأمراض المتعددة المعقدة (CMM)". يختلف CMM عن تعريف الأمراض المتعددة التقليدية إذ يُعرف CMM بعدد أنظمة الجسم المتأثرة بالأمراض بدلاً من عدد الأمراض. يرتبط CMM بالوفيات واحتياجات الرعاية طويلة الأمد لدى كبار السن.

##### الصحة النفسية
يمكن لحالات الصحة البدنية والعقلية أن تؤثر سلبًا على الآخر من خلال عدد من المسارات ويكون لها تأثير كبير على الصحة والرفاهية. بالنسبة للأشخاص الذين تشمل حالاتهم طويلة الأمد مرضًا عقليًا حادًا، يمكن أن يكون العمر الافتراضي من 10 إلى 20 عامًا أقل من عامة السكان. بالنسبة لهم فإن معالجة عوامل الخطر الكامنة وراء مشكلات الصحة البدنية أمر بالغ الأهمية لتحقيق نتائج جيدة. هناك أدلة كثيرة على أن الإصابة بحالات جسدية متعددة طويلة الأمد يمكن أن تؤدي إلى الإصابة بالاكتئاب والقلق. هناك العديد من العوامل التي قد تفسر سبب تأثير الأمراض الجسدية المتعددة على الصحة العقلية بما في ذلك الألم المزمن والضعف وعبء الأعراض والضعف الوظيفي وانخفاض نوعية الحياة والمستويات المتزايدة من الالتهابات وتعدد الأدوية. تشير الدلائل المستمدة من الدراسات السكانية الكبيرة من المملكة المتحدة والصين إلى أن مجموعات محددة من الحالات الجسدية تزيد من خطر الإصابة بالاكتئاب والقلق أكثر من غيرها، مثل اضطرابات الجهاز التنفسي المتزامنة والاضطرابات المعدية المعوية المؤلمة التي تحدث بطريقة متزامنة.